# Tresigallo
Tresigallo is een gemeente in de Italiaanse provincie Ferrara (regio Emilia-Romagna) en telt 4709 inwoners (31-12-2004). De oppervlakte bedraagt 20,8 km², de bevolkingsdichtheid is 238 inwoners per km².

## Geschiedenis
De plaats dateert uit de Middeleeuwen. Het oudste gebouw dat nog aanwezig is, stamt uit de 16e eeuw. Tresigallo is het meest bekend van de gedaanteverwisseling die de plaats onderging op initiatief van de fascistische politicus Edmondo Rossoni, die onder Mussolini minister van landbouw was. Rossoni was in 1884 in Tresigallo geboren. Vanuit zijn ministerie in Rome ontwierp hij een nieuw bouwplan voor het dorp en hield hij toezicht op de uitvoering ervan. Zo werd Tresigallo tussen 1927 en 1934 in rationalistische stijl herschapen. Uitgangspunt waren twee loodrechte assen die de verschillende aspecten van het leven moesten verbinden. De oost-west-as liep van de kerk (centrum van spiritualiteit) naar het zogeheten Balillahuis, een jongerencentrum van de G.I.L. (Gioventù Italiana del Littorio, de fascistische jeugdorganisatie); de noord-zuid-as liep van het dorpshuis (centrum van het dagelijks leven) naar de begraafplaats (als plaats van nagedachtenis). Bij het kruispunt van de twee loodrechte assen staat het Casa Littoria, eertijds het plaatselijk partijgebouw.
Edmondo Rossoni is na zijn dood in 1965 bijgezet in het Rossoni-familiegraf, dat op de begraafplaats een prominente plaats inneemt.

## Demografie
Tresigallo telt ongeveer 2006 huishoudens. Het aantal inwoners daalde in de periode 1991-2001 met 1,5% volgens cijfers uit de tienjaarlijkse volkstellingen van ISTAT.
| Jaar | Inwoneraantal |
| ---- | ------------- |
| 1991 | 4829          |
| 2001 | 4757          |